# Richard Adams

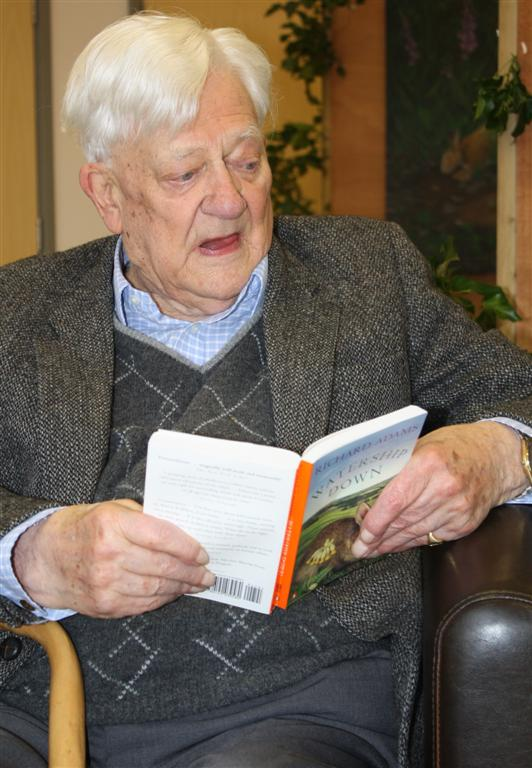
Richard Adams (2008)

Richard George Adams (* 9. Mai 1920 in Newbury, England; † 24. Dezember 2016 in Oxford) war ein britischer Schriftsteller. Sein im Jahr 1972 erschienener Roman Unten am Fluss über eine Gruppe Wildkaninchen, die auf der Suche nach einer neuen Heimat sind, wurde zu einem weltweiten Bestseller.

## Leben
Richard Adams wurde am 9. Mai 1920 in Newbury geboren. Nach seinem Einsatz in der britischen Armee im Zweiten Weltkrieg von 1940 bis 1946 schloss er im Jahr 1948 sein Studium der neueren Geschichte am Worcester College an der Universität von Oxford mit einem Master-Abschluss ab. Von 1948 bis 1974 arbeitete er als Beamter für das Ministry of Housing and Local Government, einen Vorläufer des späteren britischen Umweltministeriums, in London.
Nach dem kommerziellen Erfolg von Unten am Fluss gab Richard Adams nach der Veröffentlichung seines nächsten Werks Shardik im Jahr 1974 seinen ursprünglichen Beruf auf und wurde hauptberuflicher Schriftsteller. Als Präsident der Royal Society for the Prevention of Cruelty to Animals und Kandidat der unabhängigen Konservativen engagierte er sich außerdem für Tierschutz und die Einstellung der Fuchsjagd in England. Aus steuerlichen Gründen zog er später auf die Isle of Man. Danach lebte er zusammen mit seiner Ehefrau Elizabeth in Whitchurch, weniger als 20 Kilometer von seiner Geburtsstadt entfernt.

## Werk

### Romane
- 1972: Watership Down, deutsche Übersetzung: Unten am Fluss
- 1974: Shardik, deutsche Übersetzung: Shardik
- 1976: The Tyger Voyage, deutsche Übersetzung von Elisabeth Borchers: Die Reise der beiden Tiger
- 1977: The Plague Dogs, deutsche Übersetzung: Die Hunde des Schwarzen Todes
- 1980: The Girl in a Swing, deutsche Übersetzung: Das Mädchen auf der Schaukel
- 1982: The Legend of Te Tuna
- 1984: Maia, deutsche Übersetzung: Maia
- 1988: Traveller, deutsche Übersetzung: Traveller
- 1999: The Outlandish Knight
- 2006: Daniel

### Sachbücher
- 1975: Nature Through the Seasons, deutsche Übersetzung: Die vier Jahreszeiten in der Natur
- 1978: Nature Day and Night, deutsche Übersetzung: Die Natur bei Tag und Nacht
- 1982: Voyage Through the Antarctic, zusammen mit Ronald M. Lockley
- 1985: A Nature Diary
- 1990: Antarctica: Voices from the Silent Continent

### Sammelbände mit Kurzgeschichten
- 1980: The Iron Wolf and other Stories, amerikanischer Titel: The Unbroken Web, deutsche Übersetzung: Der eiserne Wolf
- 1996: Tales from Watership Down, deutsche Übersetzung: Neues vom Watership Down

### Als Herausgeber
- 1978: Sinister and Unnatural Stories, alternativer Titel: Sinister and Supernatural Stories
- 1981: Grimm’s Fairy Tales
- 1981: Richard Adams’s Favourite Animal Stories

### Sonstiges
- 1977: The Ship’s Cat, Bilderbuch mit Texten von Richard Adams
- 1995: Shivers for Christmas, enthält die Kurzgeschichte The Bommie and the Drop-Off von Richard Adams

### Autobiographie
- 1990: The Day Gone By

## Verfilmungen
- 1979 – Watership Down
- 1982 – Die Hunde sind los (The plague dogs)
- 1989 – Das Mädchen auf der Schaukel (The girl in a swing)